# پسران و دختران (ترانه پیکسی لات)
«پسران و دختران» تک‌آهنگی از هنرمند اهل بریتانیا پیکسی لات است که در ۵ سپتامبر ۲۰۰۹ منتشر شد.
این تک‌آهنگ در چارت‌های بریتانیا در رتبه اول و در چارت‌های ، ایرلند جزو ده ترانه اول قرار گرفت.